# 피처링
피처링(영어: featuring)은 음악가 외에 게스트로 참가하는 사람 또는 참가하는 행위 (찬조출연)를 말한다.
협업과는 다르다. 다른 아티스트의 앨범이나 작품에 참여하는 경우, 피처링 형태를 취하는 경우가 많다. feat., ft. 등으로도 표기된다. 표기는 아티스트 이름에 추가되는 경우와 곡명에 부가될 수 있으며, 규칙은 특별히 없다. 듀엣과의 명확한 차이는 없지만 일반적으로 듀엣보다는 비중이 작은 편이며, 완전한 듀엣의 경우 duet with라고 하는 경우가 많다.
현대의 피처링의 경우 마케팅 수단으로 이용하는 경우도 있다. 음악평론가 박준흠은 “피처링의 목적은 음악적으로 부족한 부분을 다른 가수를 통해 보완하는 것인데 요즘에는 유명 가수가 피처링에 참여한다는 사실만으로도 화제가 되면서 마케팅 수단으로 활용된다”고 말했다. 음악평론가 배순탁은 “피처링은 음악의 완성도를 높이기 위한 보조 개념”이라며 “특히 신인가수는 인기 가수의 피처링에 지나치게 의존하기보다는 본인의 기량을 키우려는 노력이 선행돼야 한다”고 말했다.
클래식에도 객원 지휘자라는 것이 있으며, 오케스트라에서 수석 지휘자 · 상임 지휘자 등 이외의 지휘자를 가리킨다.